# Rákosfalva (Budapest)
Pour les articles homonymes, voir Rákosfalva (homonymie).
Rákosfalva est un quartier situé dans le 14e arrondissement de Budapest. 